# 安顺花
安顺花（朝鲜语：／，1909年—1937年），朝鲜人，中国共产党党员，东北人民革命军第二军独立师四团缝纫队队长，1937年被日军俘虏后遭虐杀身亡，年仅28岁。2015年8月24日，中华人民共和国民政部把安顺花列入第二批600名著名抗日英烈和英雄群体名录。

## 生平
1909年，安顺花出生在朝鲜咸镜南道瑞川郡的一个贫苦家庭，15岁听父母之命与李凤珠结为夫妻。
1930年，安顺花与丈夫到中国吉林珲春县谋生计，到了一个地主家做佃农。同年10月加入中国共产党控制下的“反日会”，主要负责通讯联络相关工作。1931年1月份，安顺花因为在“反日会”中的工作成绩加入中国共产党，而此时安顺花也不过才投身“反日会”3个多月。
1932年4月，安顺花参加抗日游击队。1933年秋，她带领7名妇女开始为抗联游击队缝制军装。1934年春，她带领的缝纫组被编为东北人民革命军第二军独立师四团缝纫队，安顺花任队长。1934年夏，中共东满特委指示第二军独立师分南北两路转移，中国共产党党内决定让安顺花带着孩子转移到宁安县马厂二道沟，负责护理伤员和炊事的工作。在艰苦的对敌斗争中，安顺花的小女儿因为病饿夭折，大儿子和收养他的大娘一起被日军杀害。
1936年秋，安顺花回到缝纫队。1937年3月26日，“讨伐队”来到了缝纫队的秘密营地，展开大范围搜捕，安顺花沉着冷静，她命令队员埋掉粮食、缝纫工具和布匹，向山顶转移，自己则负责掩护，引开敌人。安顺花故意朝着与缝纫队转移相反方向上的小山坡跑去。可没有跑多久，就双腿中弹被俘。因为有画像，安顺花被认出，于被其带到了缝纫队营地进行审问。在拷问期间，安顺花的双手被日军挥刀斩断，却还是没有透露缝纫队的秘密，日军恼羞成怒，将削好的木楔子一根根钉入她的胸部和腹部，使安顺花受尽酷刑身亡，时年仅28岁。